# マルクス・バイエル
マルクス・バイエル（Markus Beyer、1971年4月28日 - 2018年12月3日）は、ドイツの元プロボクサー。ノルトライン＝ヴェストファーレン州ケルン出身。元WBC世界スーパーミドル級王者。
アマチュア時代はドイツの代表として1992年バルセロナオリンピック、1996年アトランタオリンピックと2度オリンピックに出場した。また、同階級で3度王座に返り咲くという偉業を成し遂げ地元ドイツでは人気が高い。

## 来歴
アトランタオリンピック出場後ヴィルフリート・ザウアーラント率いるザウアーラント・イベントと契約し1996年11月23日、プロデビューを果たした。
1998年1月11日、全独スーパーミドル級王座を獲得に成功した。
1999年6月5日、IBFインターコンチネンタルスーパーミドル級王座を獲得した。
1999年10月23日、WBC世界スーパーミドル級王者リッチー・ウッドホールと対戦し、12回3-0の判定勝ちを収め王座獲得に成功した。
2000年5月6日、グレン・キャトリーと対戦し12回53秒TKO負けを喫し2度目の防衛に失敗し王座から陥落した。
2003年4月5日、WBC世界スーパーミドル級王者エリック・ルーカスと対戦し、12回2-1の判定勝ちを収め3年ぶりの王座返り咲きに成功した。
2003年8月16日、ダニー・グリーンと対戦。2回に偶然のバッティングでバイエルが負傷し、5回にグリーンがバイエルの傷口に故意の頭突きをした。リングドクターが試合続行不可能を宣告した為、バイエルの失格勝ちとなり初防衛に成功した。
2004年6月5日、クリスチャン・サナビアと対戦し、12回1-2の判定負けを喫し3度目の防衛に失敗した。
2004年10月9日、クリスチャン・サナビアと再戦。6回44秒KO勝ちを収め2回目のWBO王座を獲得した。
2004年12月18日、西澤ヨシノリと対戦し、12回3-0の判定勝ちを収め初防衛に成功した。
2005年3月12日、暫定王者ダニー・グリーンと対戦し、12回にダウンを奪われたものの、12回2-0の判定勝ちを収め2年ぶりの再戦を制すると共に王座統一による2度目の防衛に成功した。
2006年5月13日、サキオ・ビカと対戦し、4回に偶然のバッティングによりバイエルが右目を負傷し、試合続行不可能と判断された為、4回1分45秒1-0の負傷判定で引き分けに終わるも5度目の防衛に成功した。
2006年10月14日、WBA世界スーパーミドル級王者ミッケル・ケスラーと王座統一戦を行い、3回にケスラーの右ストレートでバイエルがダウンを喫し、そのまま立ち上がることが出来ず3回2分58秒KO負けを喫しWBA王座獲得、WBC王座の6度目の防衛に失敗した。
2018年12月3日、腎癌のため、ベルリンの病院にて死去。47歳没。

## 獲得タイトル
- 全ドイツスーパーミドル級王座
- WBCインターコンチネンタルスーパーミドル級王座
- WBC世界スーパーミドル級王座（1期目:防衛1、2期目:防衛3、3期目:防衛6）